# OGC Nice

Allianz Riviera

OGC Nice (właściwie Olympique Gymnaste Club Nice Côte d'Azur) – francuski klub piłkarski z siedzibą w Nicei.

## Historia
Klub powstał 9 lipca 1904 jako Le Gym (Gymnastique Club czyli Klub Gimnastyczny). Sekcja piłkarska zaś powstała dopiero 6 lipca 1908 roku. Dwa lata po założeniu sekcji piłki nożnej OGC Nice wstąpił do francuskiej federacji piłkarskiej (6 października 1910). Do klubu wcielono 20 września 1919 roku klub Gallia Football Athlétic Club, od którego pochodzą obecne barwy OGC Nice.

## Sukcesy

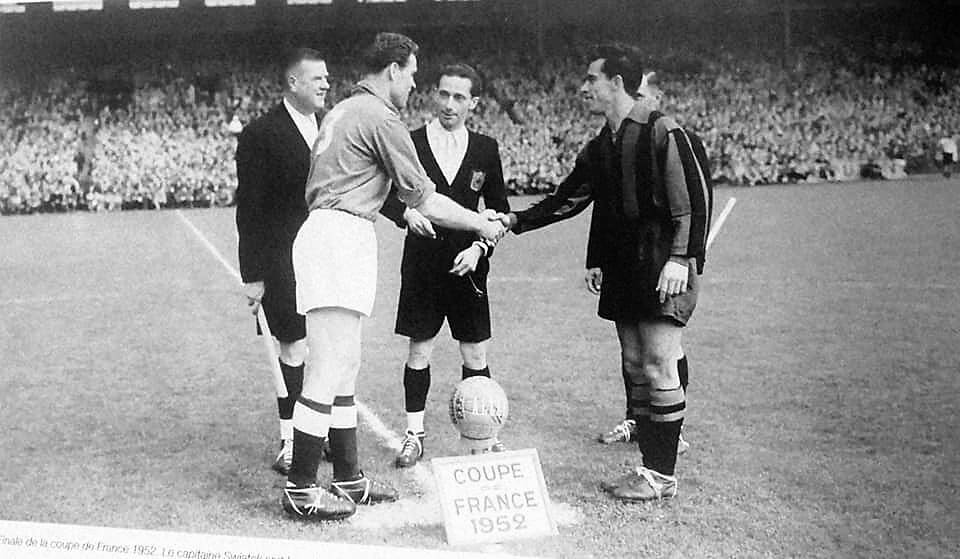
Finał Pucharu Francji (1952 r.)

- Finał Pucharu Francji (1952 r.)4-krotny mistrz Francji: 1951, 1952, 1956, 1959
- 3-krotny zdobywca Pucharu Francji: 1952, 1954, 1997

## Obecny skład
Stan na 6 września 2023
| Nr | Poz. | Piłkarz                                     |
| -- | ---- | ------------------------------------------- |
| 1  | BR   | Marcin Bułka                                |
| 4  | OB   | Dante (kapitan)                             |
| 6  | OB   | Jean-Clair Todibo                           |
| 7  | NA   | Jérémie Boga                                |
| 8  | PO   | Pablo Rosario                               |
| 9  | NA   | Terem Moffi                                 |
| 10 | PO   | Sofiane Diop                                |
| 11 | PO   | Morgan Sanson (wypożyczony z Aston Villi)   |
| 14 | NA   | Billal Brahimi                              |
| 15 | OB   | Romain Perraud (wypożyczony z Southamptonu) |
| 18 | NA   | Alexis Claude-Maurice                       |
| 19 | PO   | Khéphren Thuram                             |
| 20 | OB   | Youcef Atal                                 |
| 21 | PO   | Alexis Beka Beka                            |

| Nr | Poz. | Piłkarz                |
| -- | ---- | ---------------------- |
| 23 | OB   | Jordan Lotomba         |
| 24 | NA   | Gaëtan Laborde         |
| 26 | OB   | Melvin Bard            |
| 27 | NA   | Aliou Baldé            |
| 28 | PO   | Hicham Boudaoui        |
| 29 | NA   | Evann Guessand         |
| 33 | OB   | Antoine Mendy          |
| 34 | OB   | Yannis Nahounou        |
| 35 | PO   | Badredine Bouanani     |
| 37 | PO   | Reda Belahyane         |
| 38 | OB   | Ayoub Amraoui          |
| 55 | OB   | Youssouf Ndiayishimiye |
| 77 | BR   | Teddy Boulhendi        |

### Piłkarze na wypożyczeniu
| Nr | Poz. | Piłkarz                                               |
| -- | ---- | ----------------------------------------------------- |
|    | OB   | Robson Bambu (w CR Vasco da Gama do 31 grudnia 2023)  |
|    | OB   | Mattia Viti (w US Sassuolo Calcio do 30 czerwca 2024) |
|    | PO   | Rareș Ilie (w FC Lausanne-Sport do 30 czerwca 2024)   |